# Сигаков, Николай Иванович
Николай Иванович Сигаков (род. 22 апреля 1947) — глава администрации города Салавата (1997—1999), и.о. министра промышленности, внешних связей и торговли Республики Башкортостан, первый заместитель Премьер-министра Башкортостана.

## Биография
Сигаков Николай Иванович родился 22 апреля 1947 г. в с. Майском, Стерлитамакский район БАССР. Окончил Уфимский нефтяной институт по специальности «инженер-механик».
Работать начал в 1963 году на Салаватском заводе технического стекла (ныне ОАО «Салаватстекло»): слесарь-наладчик, вед. инженер, механик цеха, заместитель начальника производства, начальник цеха, начальник планово-производственного отдела, начальник производства.
Член КПСС. С 1980 г. — секретарь парткома предприятия, в 1983—1997 гг. — генеральный директор ПО «Салаватстекло».
Под его руководством начато техническое перевооружение предприятия; введены в эксплуатацию производство стеклохолстов, цех по изготовлению контейнеров для упаковки стекла.
Избирался депутатом Верховного Совета Башкирской АССР 9 и 12 созывов.
В 1997—1999 гг. — глава администрации г. Салавата.
После увольнения с поста главы администрации Салавата в 1999 г. работал первым заместителем Премьер-министра Республики Башкортостан. Депутат Палаты Представителей Государственного Собрания РБ.
В апреле 2002 года назначен исполняющим обязанности министра промышленности, внешних связей и торговли Республики Башкортостан. В июне 2002 года назначен членом межведомственного совета по поддержке предпринимательства при Правительстве Башкортостана.

## Деятельность на посту главы администрации
Во время работы Сигакова в Салавате продолжалось жилищное строительство в городе.

## Награды
- Орден «Знак Почёта»
- Заслуженный строитель РБ